# Cratère de Talemzane
Le cratère de Madna ou cratère de Talemzane  (berbère : ⵜⴰⵍⴻⵎⵣⴰⵏ)  (arabe : مادنة / تالمزان) est un cratère météoritique situé en Algérie, 40 km au sud-est de la commune de Hassi Delaa, dans la wilaya de Laghouat, près d'une petite dépression appelée Talemzane.
Découvert pour la première fois en 1928, étudié en 1950 puis en 1988 par les chercheurs des universités Oran (Algérie) et de Nice (France). Son diamètre est de 1,75 km et son âge estimé à moins de 3 millions d'années, datant probablement du Pliocène.